# نواه ديفيس
نواه ديفيس (بالإنجليزية: Noah Davis)‏ هو محامي وقاضي وسياسي أمريكي، ولد في 10 سبتمبر 1818 في هافرهيل في الولايات المتحدة، وتوفي في 20 مارس 1902 في نيويورك في الولايات المتحدة. حزبياً، نشط في الحزب الجمهوري. وقد انتخب عضو مجلس النواب الأمريكي.